# Friedrich Robert Helmert
Friedrich Robert Helmert (Freiberg, 31 luglio 1843 – Potsdam, 15 giugno 1917) è stato un geodeta tedesco, è considerato il fondatore delle teorie matematiche e fisiche della moderna geodesia.

## Biografia

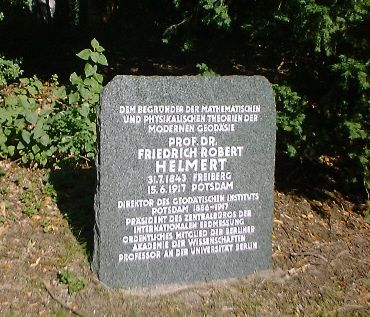
Lapide commemorativa di Helmert sulla collina Telegraphenberg a Potsdam

Ha studiato al Politecnico di Dresda dal 1859 al 1863.
Ha conseguito il dottorato nel 1867 a Lipsia. Nel 1870 entrò alla RWTH di Aquisgrana, prima come istruttore e poi, dal
1872 al 1886 come professore di geometria pratica e geodesia. Nel 1886 succedette a Baeyer come direttore dell'Istituto Geodetico di Berlino, incarico che mantenne fino alla sua morte nel 1917. Dal 1887 fu professore presso la Friedrich-Wilhelms-Universität di Berlino. È stato membro della Accademia delle Scienze di Berlino dal 1900.
Fu membro dell'Accademia delle Scienze di Torino dal 1903.

## Principali contributi
Uno dei principali contributi di Helmert è quello relativo allo studio della Geodesia Teorica per il quale produsse due pubblicazioni: Die mathematischen und physikalischen Theorieen der Höheren Geodäsie (Le teorie matematiche e fisiche, della Geodesia Superiore) Volumi 1 e 2, pubblicati nel 1880 e 1884.

Un altro studio importante fu quello sul metodo dei minimi quadrati per il Curve fitting pubblicato in due edizioni, nel 1872 e nel 1907.
Altro lavoro importante fu quello sulle trasformazioni di coordinate. Ancora oggi il metodo di trasformazione a 7 parametri fra sistemi tridimensionali è detto trasformazione di Helmert.